# Estación de Manoteras

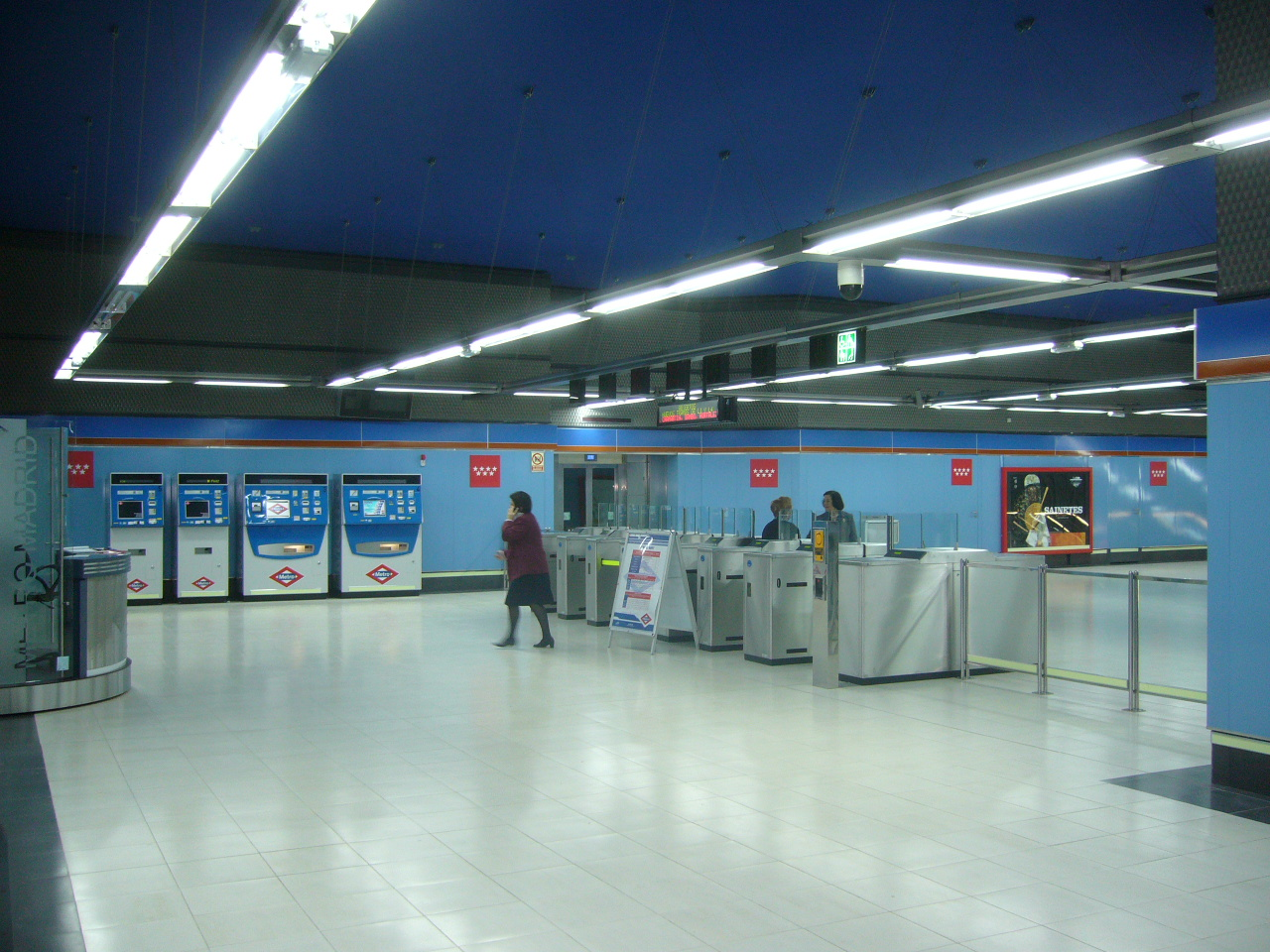
Imagen del vestíbulo de la estación de Manoteras.

Manoteras es una estación de la línea 4 del Metro de Madrid situada bajo la calle de Bacares, en el barrio de Apóstol Santiago (distrito Hortaleza).

## Historia y características
La estación fue inaugurada junto con las estaciones de Bambú y Hortaleza en la prolongación de las líneas 1 y 4 de Metro hacia Pinar de Chamartín el 11 de abril de 2007.
La estación permaneció cerrada desde el 13 de enero y el 10 de marzo de 2020 por obras en la línea. Existió un Servicio Especial gratuito de autobús que sustituía el tramo Avenida de América - Pinar de Chamartín con parada en las inmediaciones de la estación.
El acceso a la estación consiste en un templete acristalado propio de las estaciones más modernas y del ascensor aparte. La estación se distribuye en tres niveles: vestíbulo, nivel intermedio y andenes. Dispone de escaleras mecánicas y ascensores, lo que permite que la estación sea accesible para personas con movilidad reducida.

## Accesos
Vestíbulo Manoteras
- Vélez Rubio C/ Vélez Rubio, s/n
- Ascensor C/ Vélez Rubio, s/n

## Líneas y conexiones

### Metro
| << cabecera | < estación | línea | cabecera >>        |
| ----------- | ---------- | ----- | ------------------ |
| Argüelles   | Hortaleza  |       | Pinar de Chamartín |

### Autobuses
| Diurnos |                   |                           |
| Línea   | Destino           | Parada                    |
| 7       | Alonso Martínez   | 511 MANOTERAS (Cabecera)  |
| 29      | Felipe II         | 511 MANOTERAS (Cabecera)  |
| 129     | Plaza de Castilla | 5133 MANOTERAS (Cabecera) |